# Mistrzostwa Świata Juniorów w Narciarstwie Klasycznym 1994
Mistrzostwa Świata Juniorów w Narciarstwie Klasycznym 1994 – 27. edycja mistrzostw świata juniorów w narciarstwie klasycznym, przeprowadzona w dniach 26–30 stycznia 1994 w austriackim Breitenwangu (Tyrol).
Podczas mistrzostw zawodnicy rywalizowali w 8 konkurencjach, wszystkich trzech dyscyplin narciarstwa klasycznego: skokach narciarskich, kombinacji norweskiej oraz biegach narciarskich.
W klasyfikacji medalowej zwyciężyła reprezentacja Rosji, której zawodnicy wywalczyli 6 "krążków": 3 złote, 1 srebrny i 2 brązowe. Polacy nie zdobyli ani jednego medalu.

## Program
26 stycznia 1994
- Biegi narciarskie indywidualnie – 5 kilometrów stylem klasycznym (K), 10 kilometrów stylem klasycznym (M)
- Skoki narciarskie indywidualnie – skocznia normalna K90 (Raimund-Ertl-Schanze) (M)

27 stycznia 1994
- Kombinacja norweska indywidualnie (metoda Gundersena) – skocznia normalna K85 + bieg na 10 kilometrów (M)
- Skoki narciarskie drużynowo – skocznia normalna K90 (M)

28 stycznia 1994
- Biegi narciarskie - sztafeta 4x5 kilometrów (K), 4x10 kilometrów (M)

29 stycznia 1994
- Kombinacja norweska drużynowo – skocznia normalna K85 + bieg sztafetowy 3 x 5 kilometrów (M)

30 stycznia 1994
- Biegi narciarskie indywidualnie – 15 kilometrów stylem dowolnym (K), 30 kilometrów stylem dowolnym (M)

## Medaliści

### Biegi narciarskie
Mężczyźni
| Konkurencja              | Data             | Złoto                                                                 | Srebro                                                                           | Brąz                                                                           |
| ------------------------ | ---------------- | --------------------------------------------------------------------- | -------------------------------------------------------------------------------- | ------------------------------------------------------------------------------ |
| 30 km techniką dowolną   | 30 stycznia 1994 | Mitsuo Horigome                                                       | Masaaki Kozu                                                                     | Tor Arne Hetland                                                               |
| 10 km techniką klasyczną | 26 stycznia 1994 | Grigorij Gutnikow                                                     | Agostino Filippa                                                                 | Mitsuo Horigome                                                                |
| Bieg sztafetowy 4x10 km  | 28 stycznia 1994 | Japonia Takeshi Sato · Mitsuo Horigome · Masaaki Kōzu · Satoyuki Kaga | Norwegia Tore Bjonviken · Frode Jermstad · Håkon Loe Johansen · Tor Arne Hetland | Szwecja Magnus Eriksson · Thobias Fredriksson · Jörgen Brink · Henrik Eriksson |

Kobiety
| Konkurencja             | Data             | Złoto                                                                   | Srebro                                                                | Brąz                                                                     |
| ----------------------- | ---------------- | ----------------------------------------------------------------------- | --------------------------------------------------------------------- | ------------------------------------------------------------------------ |
| 15 km technika dowolną  | 30 stycznia 1994 | Julija Czepałowa                                                        | Olga Zamorozowa                                                       | Irina Składniewa                                                         |
| 5 km techniką klasyczną | 26 stycznia 1994 | Irina Składniewa                                                        | Milla Jauho                                                           | Olga Zamorozowa                                                          |
| Bieg sztafetowy 4x5 km  | 28 stycznia 1994 | Czechy Jana Šaldová · Jana Rázlová · Kateřina Hanušová · Lucie Hanušová | Japonia Yukino Sato · Sumiko Yokoyama · Yuko Takeda · Midori Furusawa | Włochy Debora Pomare · Barbara Giacomuzzi · Roberta Tarter · Lara Peyrot |

### Skoki narciarskie
Mężczyźni
| Konkurencja                       | Data             | Złoto                                                                | Srebro                                                                  | Brąz                                                                               |
| --------------------------------- | ---------------- | -------------------------------------------------------------------- | ----------------------------------------------------------------------- | ---------------------------------------------------------------------------------- |
| Skocznia normalna – indywidualnie | 26 stycznia 1994 | Janne Ahonen                                                         | Nicolas Dessum                                                          | Zbyněk Krompolc                                                                    |
| Skocznia normalna – drużynowo     | 27 stycznia 1994 | Finlandia Jani Mattila · Olli Happonen · Tero Koponen · Janne Ahonen | Czechy Jan Balcar · Jakub Sucháček · Jaroslav Kahánek · Zbyněk Krompolc | Austria Andreas Widhölzl · Reinhard Schwarzenberger · Richard Foldl · Andreas Beck |

### Kombinacja norweska
Mężczyźni
| Konkurencja                                      | Data             | Złoto                                                   | Srebro                                                         | Brąz                                                     |
| ------------------------------------------------ | ---------------- | ------------------------------------------------------- | -------------------------------------------------------------- | -------------------------------------------------------- |
| Skocznia normalna, bieg na 10 km – indywidualnie | 26 stycznia 1994 | Mario Stecher                                           | Milan Kučera                                                   | Tapio Nurmela                                            |
| Skocznia normalna, bieg 3 x 5 km – drużynowo     | 27 stycznia 1994 | Norwegia Kenneth Braaten · Jermund Lunder · Glenn Skram | Finlandia Topi Sarparanta · Simo Jääskeläinen · Hannu Manninen | Austria Christoph Eugen · Mario Stecher · Felix Gottwald |

## Tabela medalowa
| Klasyfikacja medalowa | Klasyfikacja medalowa | Klasyfikacja medalowa | Klasyfikacja medalowa | Klasyfikacja medalowa | Klasyfikacja medalowa |
| Lp.                   | Państwo               | złoto                 | srebro                | brąz                  | złoto · srebro · brąz |
| --------------------- | --------------------- | --------------------- | --------------------- | --------------------- | --------------------- |
| 1.                    | Rosja                 | 3                     | 1                     | 2                     | 6                     |
| 2.                    | Finlandia             | 2                     | 2                     | 1                     | 5                     |
| 2.                    | Japonia               | 2                     | 2                     | 1                     | 5                     |
| 4.                    | Czechy                | 1                     | 2                     | 1                     | 4                     |
| 5.                    | Norwegia              | 1                     | 1                     | 1                     | 3                     |
| 6.                    | Austria               | 1                     | 0                     | 2                     | 3                     |
| 7.                    | Włochy                | 0                     | 1                     | 1                     | 2                     |
| 8.                    | Francja               | 0                     | 1                     | 0                     | 1                     |
| 9.                    | Szwecja               | 0                     | 0                     | 1                     | 1                     |